# Lionsgate Films
Lionsgate Films (до 2005 года писалась Lions Gate, ранее Cinépix Film Properties) — канадско-американская кинокомпания, основанная 15 июня 1962 года в Монреале, Квебек, Канада. Она принадлежала Lionsgate с 1997 по 2024 год, с 2024 года принадлежит Lionsgate Studios (которая выделила свой телевизионный и кинобизнес), и в настоящее время имеет штаб-квартиру в Санта-Монике, Калифорния. 
Lionsgate — крупнейшая и самая успешная мини-майорная киностудия в Северной Америке. Студия фокусируется на иностранных и независимых фильмах и распространяет различные коммерчески успешные кинофраншизы, включая франшизы «Пила», «Голодные игры», «Рэмбо», «Дивергент», «Картель», «Джон Уик», «Мадеа», «Ведьма из Блэр», «Иллюзия обмана», «Хостел», «Неудержимые», «Сумерки», «Шаг вперёд» и «Охота на воров»

## История

### Как Cinépix
Cinépix была основана Джоном Даннингом и Андре Линком в 1962 году. Cinépix, базировавшаяся в Монреале, была канадской независимой кинокомпанией, которая выпускала англоязычные и франкоязычные фильмы в Канаде и США.
Первоначально будучи дистрибьюторской компанией, первой постановкой Cinépix была эротическая драма 1969 года Valérie, которая заработала 1 миллион долларов в прокате. Cinépix сняла раннюю работу Дэвида Кроненберга («Судороги») и Айвана Райтмана («Фрикадельки»). Компания также распространяла артхаусные фильмы, включая гранж-рок документальный фильм Hype, «Баффало-66» и SICK: The Life & Death of Bob Flanagan, Supermasochist.
Кроненберг заявил, что «Cinépix была канадской версией Роджера Кормана» и «в некотором смысле они моделировали себя по нему, а также некоторым европейским производителям».
С 1989 по 1994 год Cinépix сотрудничала с Famous Players в C/FP Distribution, которая была переименована в Cinépix Film Properties (C/FP). В 1994 году Cinépix купила долю Famous Players.
К 1997 году Cinépix имела нью-йоркское дистрибьюторское подразделение в США и владела 56 процентами Ciné-Groupe, анимационной компании, базирующейся в Монреале.

### Как Lionsgate Films
Lions Gate Entertainment Corporation была основана в 1997 году банкиром Фрэнком Джустрой. LGEC приобрела Cinépix и сохранила своё руководство. 13 января 1998 года Cinépix был переименован в Lions Gate Films. LGEC также приобрела North Shore Studios, которая стала Lions Gate Studios. В июне 1998 года LGE приобрела International Movie Group, в библиотеку фильмов которой выходил фильм Жан-Клода Ван Дамма «Кикбоксер».
Первым крупным кассовым успехом Liongate стал «Американский психопат» в 2000 году, который положил начало тенденции производства и распространения фильмов, слишком спорных для крупных киностудий. Другими заметными фильмами были «Скорбь», «Боги и монстры», «Догма», «О», «Куб 2: Гиперкуб», «Открытое море», «Пила: Игра на выживание», «Каратель» и документальный фильм «Фаренгейт 9/11», который был самым кассовым фильмом студии до выхода фильма «Голодные игры».
Джустра покинул компанию в 2000 году. В том же году Джон Фельтхаймер стал главным исполнительным директором, а Майкл Бернс — вице-председателем. Они решили сосредоточиться на прибыли от видео и DVD-дисков и начали покупать фирмы, испытывающие трудности, которые контролировали большие библиотеки. Двумя наиболее заметными приобретениями были Trimark Holdings (650 наименований) в 2000 году и Artisan Entertainment в 2003 году. Покупка Trimark также включала CinemaNow, широкополосный потоковый веб-сайт, где Lionsgate могла бы разместить свои фильмы. Эти две покупки вместе с другими дали Lions Gate большую библиотеку домашних видео, которая включает в себя фильмы «Вспомнить всё», «Бешеные псы», «Терминатор 2: Судный день», «Молодые стрелки», «Грязные танцы» и «Апокалипсис сегодня», в некоторых случаях через сделки с StudioCanal, American Zoetrope и Miramax (большинство из них являются результатом предыдущих лицензионных сделок с предшественником Lions Gate Artisan).
Lions Gate иногда совместно продюсирует фильмы с крупными студиями. Например, Lions Gate объединилась с Miramax Films для фильма «Грязные танцы 2: Гаванские ночи» и с Paramount Pictures для фильмов «Наркобарон» и «Принц и я», в титрах которого указана студия. Lionsgate также была немым партнёром в научно-фантастическом фильме «Послезавтра» 20th Century Fox. Также в 2004 году Lions Gate объединили усилия с United Artists в создании фильма «Отель «Руанда»».

#### Дальнейшие приобретения
1 августа 2005 года Lions Gate Entertainment Corp приобрела всю библиотеку Modern Entertainment. 17 октября 2005 года Lionsgate приобрела Redbus Film Distribution за 35 миллионов долларов и 23 февраля 2006 года стала Lionsgate UK. После этого Зиги Камаса, который был соучредителем Redbus вместе с Саймоном Фрэнксом, стал главным исполнительным директором Lionsgate UK и Europe.
В 2006 году Lions Gate Studios была приобретена Bosa Developments, а затем вернулась к своему первоначальному названию North Shore.
В 2007 году Джо Дрейк стал со-операционным директором Lionsgate и президентом киногруппы. В феврале 2009 года Lionsgate сократила своё годовое производство на четыре.
«Голодные игры» заработали 68,3 миллиона долларов, когда премьера состоялась в прокате США 23 марта 2012 года. В то время это был лучший день выхода для не-сиквела и пятый по величине за всё время. 19,7 миллиона долларов были заработаны на полуночных показах в четверг. В первые выходные фильм заработал 152,5 миллиона долларов, что сделало его самым кассовым фильмом Lionsgate всего за три дня.
13 января 2012 года Lions Gate Entertainment Corp приобрела Summit Entertainment, студию, стоящую за серией фильмов «Сумерки» и «Шаг вперёд» за 412,5 миллионов долларов. 3 мая 2012 года Lionsgate Films заключила соглашение с главным исполнительным директором CodeBlack Enterprises Джеффом Кланаганом о создании CodeBlack Films, базирующейся в Lionsgate. Дрейк ушел в 2012 году, чтобы основать Good Universe.
16 января 2013 года Lionsgate объявила о низкобюджетном киноподразделении, который будет возглавлять Джон Сакки. Подразделение выпустит фильмы стоимостью менее 2,5 миллиона долларов. Недавно Сакки стремился приобрести такие фильмы, как Rock Bottom Creek, а также другие независимые фильмы.
22 ноября 2013 года Lions Gate выпустила фильм «Голодные игры: И вспыхнет пламя». В первый уик-энд фильм заработал 158 миллионов долларов в прокате США, превзойдя своего предшественника, который в первый уик-энд заработал 150 миллионов долларов. Бюджет фильма составил 130 миллионов долларов, который был безубыточным вскоре после премьеры и сделал его прибыльным. Критики высоко оценили фильм; он получил рейтинг Rotten Tomatoes в 89%. Третий фильм «Голодные игры», «Сойка-пересмешница. Часть 1», был выпущен в 2014 году. Последний фильм «Сойка-пересмешница. Часть 2» был выпущен в 2015 году.
1 апреля 2015 года, согласно Deadline, Lions Gate объявила, что создала новый лейбл Lionsgate Premiere. Этот лейбл будет обрабатывать до 15 релизов в год, ориентированных на молодую аудиторию. Новый лейбл, который является частью усилий компании по диверсификации, будет включать в себя фильмы Lionsgate и Summit Entertainment, а затем будет специализироваться на «инновационных мультиплатформенных и других стратегиях выпуска», чтобы охватить «аффинную аудиторию с фирменным контентом и целевым маркетингом». Старший вице-президент по маркетингу и исследованиям Джин Макдауэлл будет заниматься маркетингом, а дистрибуцией будет руководить Адам Соренсен, который в настоящее время руководит Western Sales.
2 мая 2016 года, согласно Deadline Hollywood, Lions Gate объявила, что объединилась с восемью международными компаниями для запуска консорциума GlobalGate Entertainment. GlobalGate будет снимать и распространять фильмы на местном языке на рынках по всему миру. Lionsgate заявила в понедельник, что сотрудничает с международными руководителями индустрии развлечений Полом Пресбургером, Уильямом Пфайффером и Клиффордом Вербером для запуска GlobalGate.
Дрейк вернулся в октябре 2017 года в качестве председателя киногруппы Lionsgate. Компания уволила персонал для театрального маркетинга и рекламы в своем нью-йоркском офисе и переехала, чтобы прекратить своё участие в качестве партнёра в CodeBlack Films в январе 2019 года. Это было вызвано неудачами фильма «Робин Гуд» и комедии «Шпион, который меня кинул». В июне 2019 года Hulu и FX приобрели права на шоу-фильмы Lionsgate, выпущенные в 2020 и 2021 годахъ
В 2022 году Адам Фогельсон присоединился к Motion Picture Group в качестве вице-председателя после ухода из STX Entertainment, подчиняясь Дрейку.

### После отделения
В декабре 2023 года Lionsgate завершила приобретение Entertainment One (ныне Lionsgate Canada), другого канадского студийного бизнеса. Весной 2024 года кино- и студийный бизнес Lionsgate (включая Lionsgate Films) был отделён во вновь созданную Lionsgate Studios.
17 июня 2024 года было объявлено, что Lionsgate будет распространять фильм Фрэнсиса Форда Копполы «Мегалополис» в Северной Америке (хотя и без маркетинговой сделки) после того, как почти каждая дистрибьюторская компания в США отказалась из-за того, что его нетрадиционное повествование было трудно продвигать, а дата выхода фильма была назначена на 27 сентября 2024 года. Lionsgate ранее сотрудничала с Копполой для переиздания его прошлых фильмов, таких как «Разговор», «Апокалипсис сегодня», «От всего сердца» и «Клуб «Коттон»».